# Sprzężenie hermitowskie macierzy
Sprzężenie hermitowskie macierzy – złożenie operacji transpozycji i sprzężenia zespolonego dokonane na macierzy w ogólności zespolonej, tj.
{\displaystyle A=(a_{ij})\mapsto A^{\dagger }=({\overline {a_{ji}}}),}
gdzie {\displaystyle {\overline {a_{ji}}}} – sprzężenie zespolone liczby {\displaystyle a_{ji}.}
Innymi słowy
{\displaystyle A^{\dagger }={\overline {A}}^{T}={\overline {A^{T}}}.}
Sprzężenie hermitowskie można rozumieć jako odwzorowanie z przestrzeni wektorowej macierzy zespolonych na tę samą przestrzeń, które przypisuje danej macierzy jej sprzężenie hermitowskie.
Uogólnieniem pojęcia sprzężenia hermitowskiego macierzy jest pojęcie operatora sprzężonego do danego operatora zdefiniowanego dla przestrzeni Hilberta.
Inne oznaczenia sprzężenia hermitowskiego macierzy: {\displaystyle \mathbf {A} ^{\mathrm {H} }} i {\displaystyle \mathbf {A} ^{\dagger }.}

## Przykłady
{\displaystyle A={\begin{bmatrix}1&i\\0&i\end{bmatrix}}\mapsto } {\displaystyle A^{\dagger }={\begin{bmatrix}1&0\\-i&-i\end{bmatrix}}}
{\displaystyle B={\begin{bmatrix}1&-2\\1+i&i\end{bmatrix}}\mapsto } {\displaystyle B^{\dagger }={\begin{bmatrix}1&1-i\\-2&-i\end{bmatrix}}}
{\displaystyle C={\begin{bmatrix}1&100-999i&0\\1+2i&2+3i&0\\-i&3-4i&3\end{bmatrix}}\mapsto C^{\dagger }={\begin{bmatrix}1&1-2i&i\\100+999i&2-3i&3+4i\\0&0&3\end{bmatrix}}}

## Twierdzenia
Niech {\displaystyle A} oraz {\displaystyle B} będą macierzami oraz niech {\displaystyle \lambda } będzie liczbą zespoloną. Wówczas:
- {\displaystyle (A+B)^{\dagger }=A^{\dagger }+B^{\dagger }} (macierze {\displaystyle A} i {\displaystyle B} muszą mieć takie same wymiary)
- {\displaystyle (AB)^{\dagger }=B^{\dagger }A^{\dagger }} (gdy iloczyn {\displaystyle AB} ma sens)
- {\displaystyle (\lambda A)^{\dagger }={\overline {\lambda }}A^{\dagger },} gdzie {\displaystyle {\overline {\lambda }}} – sprzężenie zespolone liczby {\displaystyle \lambda }
- {\displaystyle (A^{\dagger })^{\dagger }=A}
- {\displaystyle \det(A^{\dagger })={\overline {\det A}}} oraz {\displaystyle \operatorname {tr} (A^{\dagger })={\overline {\operatorname {tr} A}},} o ile {\displaystyle A} jest kwadratowa
- wartości własne macierzy {\displaystyle A^{\dagger }} są zespolonymi sprzężeniami wartości własnych macierzy {\displaystyle A}

Powyższe własności można łatwo sprawdzić, korzystając z przykładowych macierzy {\displaystyle A} oraz {\displaystyle B} podanych wyżej.

## Pojęcia związane ze sprzężeniem hermitowskim
Macierz kwadratowa {\displaystyle A} o wyrazach {\displaystyle a_{ij}} jest nazywana
- hermitowską, gdy {\displaystyle A=A^{\dagger },} czyli, {\displaystyle a_{ij}={\overline {a_{ji}}}}
- antyhermitowską, gdy {\displaystyle A=-A^{\dagger },} czyli {\displaystyle a_{ij}=-{\overline {a_{ji}}}}
- normalną, gdy {\displaystyle AA^{\dagger }=A^{\dagger }A}
- unitarną, {\displaystyle A^{\dagger }=A^{-1}}